# Arrifana (Guarda)
Arrifana ist eine Gemeinde (Freguesia) im portugiesischen Kreis Guarda. In ihr leben 555 Einwohner (Stand 19. April 2021).